# Ricardo Compairé Escartín
Ricardo Compairé Escartín (Villanúa, 1883-Huesca, 1965). Fue un fotógrafo y farmacéutico español. Aficionado a la pintura, a la botánica y al excursionismo por el Alto Aragón, desarrolló una gran actividad como fotógrafo encaminada a la puesta en valor y al estudio de tipos humanos y paisajes desde el punto de vista etnográfico y antropológico.

## Biografía
Nació en la casa Pedro Esteban, en Villanúa, el 4 de noviembre del 1883, cuando la familia se encontraba de paso ya que su padre era un oficial de telégrafos destinado en Canfrand, aunque posteriormente estaría destinado en Jaca. 
Cursó sus estudios de Bachillerato en Jaca y sus estudios universitarios de farmacia en Barcelona, los cuales terminó en 1905 y donde empezará a experimentar con la fotografía. Sus estudios de química le ayudarán a comprender los procesos del revelado de imágenes. La pintura, en la cual no profundizará, le dará conocimientos de composición y estética. Tras terminar su carrera ejerció como ayudante de boticario en Cataluña para después trasladarse a las localidades de Panticosa y Boltaña, para finalmente instalarse como farmacéutico titular en Hecho en 1908, donde se casó en el 1911 con Dolores Fernández Rocatallada. 
En 1921, tras dejar la farmacia de Hecho, abre su farmacia en Huesca en la calle del Coso Bajo y, adjunta a ésta, una tienda de fotografía y más tarde, una droguería. 
A lo largo de su vida ejerció distintos cargos como concejal del Ayuntamiento, presidente de la asociación Turismo del Alto Aragón o vocal del Patronato de Bibliotecas, Archivos y Museos.
La Guerra Civil frenó su actividad fotográfica y le hace desplazarse con su familia a Borja (Zaragoza) hasta el final de la guerra y donde también ejercerá como boticario en 1937.
Como fotógrafo, Ricardo Compairé participó en distintas exposiciones nacionales e internacionales obteniendo varios premios, como en abril del 1920, cuando participó junto a Fidel Oltra Gómez y Rodolfo Albasini, entre otros, en la exposición que tuvo lugar en Huesca con motivo del II Congreso de Historia de la Corona de Aragón o en 1929 cuando viajó a Barcelona con motivo de la Exposición Internacional con más de 100 fotos de los valles de Ansó y Hecho, donde recibió el primer premio.Viajó ese mismo año a Sevilla para el Salón Iberoamericano, donde recibió la medalla de oro con la misma serie fotográfica de Barcelona.
Tras la guerra civil, participará en la exposición celebrada por la Dirección General de Turismo en Madrid en1941 con fotos del Valle de Tena y de Benasque, donde ganará de nuevo el primer premio.
También experimentó con la imagen en movimiento, realizando cuatro documentales en 16 mm que tituló Danzantes de Sena, Procesión de San Lorenzo de Huesca, Procesión de Santa Orosia en Jaca, y Una boda en Ansó, realizados en 1935.

## Matrimonio y descendencia
Ricardo Compairé se casó en Echo en el 1911 con Dolores Fernández Rocatallada, hija del también boticario Sebastián Fernández Brumos, nacido en Embún y de su mujer Felipa Rocatallada Escartín, nacida en Aragüás del Puerto, sobrina del propietario del Balneario de Panticosa Carlos Rocatallada y Guallart y por lo tanto sobrina política de Cipriano Muñoz y Manzano II conde de la Viñaza. 
Ambos cónyuges estaban emparentados ya que el abuelo materno de Ricardo Compairé, Manuel Escartín Villacampa era hermano de la abuela materna de Dolores, Pascuala Escartín Villacampa.
En total tuvieron seis hijos Ricardo, Juan José, Luis, Alfredo, Maruja y Carlos.

## Archivo fotográfico
Durante la Guerra Civil, en previsión de los posibles desperfectos e incluso la desaparición de su obra, Ricardo Compairé trasladó su archivo en cajas realizadas por él mismo al sótano del castillo de Borja, donde se conservó en perfecto estado debido a las condiciones de temperatura y humedad. Gracias a su labor, se conserva un importante fondo de imágenes anteriores a 1936 que permiten indagar en el aspecto de la sociedad y los pueblos altoaragoneses del primer tercio del siglo XX, destacando su ambición artística en las cuidadas composiciones tanto de personas como de utensilios de la vida cotidiana.
En 1989 la Diputación Provincial de Huesca (DPH) adquirió a sus herederos gran parte de su obra fotográfica, 4430 fotografías realizadas entre 1913 y 1945 en varios soportes: vidrio, plástico y papel. Múltiples formatos entre los que destacan 13x18 cm, 6x9 cm y el formato estereoscópico. Esta colección se custodia en la Fototeca de la DPH.
Pionero de la fotografía en Aragón, su obra constituye un documento antropológico de gran valor dado su marcado realismo. La Fototeca ha clasificado este fondo en los siguientes grupos:
1. Vistas panorámicas y de paisajes.
2. Arquitectura e interiores.
3. Escenas de costumbres, actividades laborales y oficios artesanales.
4. Trajes y tipos populares, y retratos.
5. Bodegones y utensilios domésticos.
6. Reportajes de ferias, mercados, Semana Santa y fiestas.
7. Grupos étnicos (gitanos y húngaros).

El acceso a estas fotografías es libre a través del buscador DARA, Documentos y Archivos de Aragón, aunque para su reproducción para publicación es necesaria su solicitud a la Fototeca.